# Tenstahallen

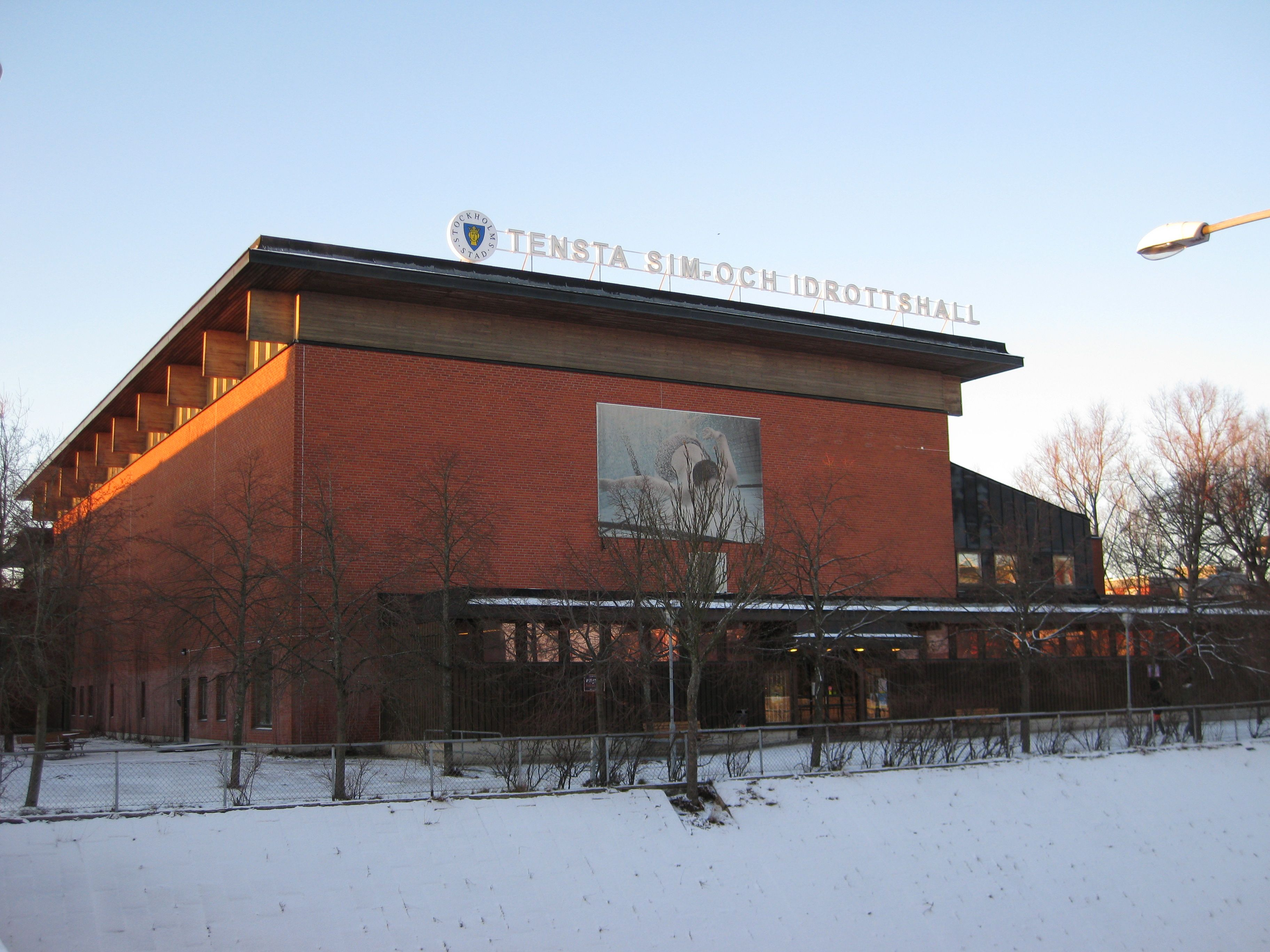
Tenstahallen, 2009.

Tenstahallen är en kommunalägd sim- och idrottshall vid Hagstråket 9, nära Tensta centrum i Tensta, Stockholm.

## Historik

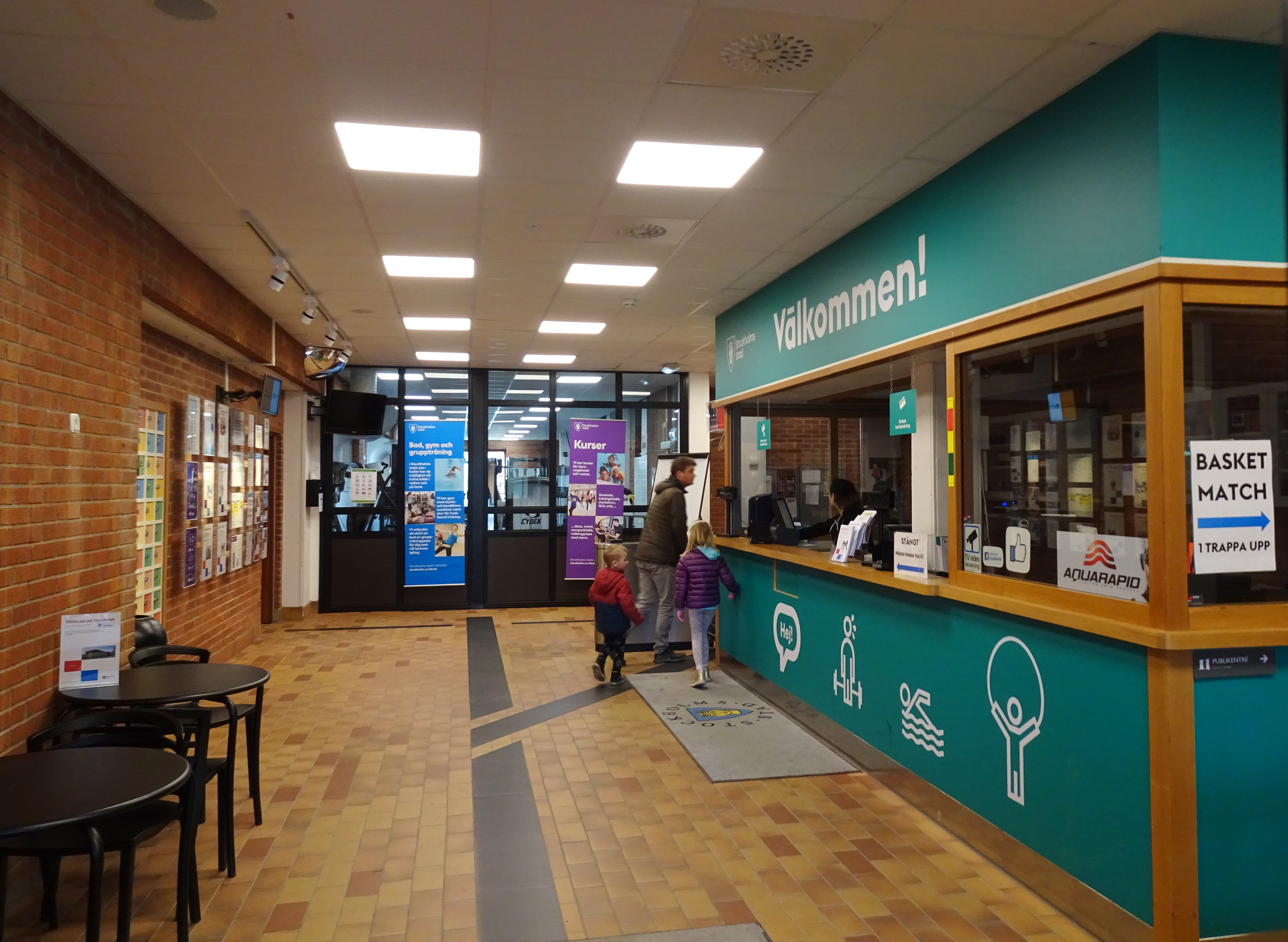
Tenstahallen, entré, 2017.

Tenstahallen uppfördes 1984 i kvarteret Lilla Tensta på den plats där tidigare ett av gården Stora Tenstas bostadshus låg, som kallades just Lilla Tensta. Förutom Tenstahallen byggdes här samtidigt Tensta gymnasium och Tensta Träff. Samtliga tre byggnader ritades av arkitekt Gösta Uddén i en blandning av modernism och traditionell asiatisk arkitektur och är blåklassade av Stadsmuseet i Stockholm, vilket innebär att bebyggelsens kulturhistoriska värde av stadsmuseet anses motsvara fordringarna för byggnadsminnen i Kulturmiljölagen.

## Hallen
Tenstahallen har en 25 meters simbassäng med djup 0,9–1,8 meter och en undervisningsbassäng med djup 0,7–0,9 meter. Under vissa tider erbjuds kvinnosim, där endast kvinnor får finnas i simhallen. Dessutom finns bland annat en stor idrottshall, flera motionsrum och ett gym samt bastu. Till Tenstahallens verksamheter hör badminton, basket, dans, fotboll, gruppträning, gymnastik, handikappidrott, innebandy, skolidrott, tennis och volleyboll. Det finns en bemannad reception. Entré och entréhall är anpassade för rullstolsburna personer.